# Giải vô địch bóng đá nữ U-17 Bắc, Trung Mỹ và Caribe 2013
Giải vô địch bóng đá nữ U-17 Bắc, Trung Mỹ và Caribe 2013 diễn ra tại Jamaica từ 30 tháng 10 tới 9 tháng 11 năm 2013. Hai đội tuyển đứng đầu đại diện cho khu vực Bắc, Trung Mỹ và Caribe tham dự Giải vô địch bóng đá nữ U-17 thế giới 2014.

## Vòng loại
Các đội vượt qua vòng loại:
Chủ nhà
- Jamaica

Bắc Mỹ
- Canada (đặc cách)
- México (đặc cách)
- Hoa Kỳ (đặc cách)

Trung Mỹ (thông qua Vòng loại khu vực)
- Guatemala
- El Salvador

Caribe (thông qua Vòng loại khu vực)
- Trinidad và Tobago
- Haiti

## Vòng một
Hai đội đầu mỗi bảng lọt vào vòng đấu loại trực tiếp. Giờ thi đấu là giờ địa phương (UTC-05:00).

### Bảng A
| VT | Đội         | ST | T | H | B | BT | BB | HS | Đ | Giành quyền tham dự     |
| -- | ----------- | -- | - | - | - | -- | -- | -- | - | ----------------------- |
| 1  | Jamaica (H) | 3  | 2 | 1 | 0 | 6  | 1  | +5 | 7 | vòng đấu loại trực tiếp |
| 2  | México      | 3  | 1 | 2 | 0 | 9  | 2  | +7 | 5 | vòng đấu loại trực tiếp |
| 3  | El Salvador | 3  | 1 | 0 | 2 | 1  | 9  | −8 | 3 |                         |
| 4  | Haiti       | 3  | 0 | 1 | 2 | 1  | 5  | −4 | 1 |                         |

| México     | 1–1      | Haiti     |
| ---------- | -------- | --------- |
| Flores 64' | Chi tiết | Louis 45' |

| Jamaica            | 2–0      | El Salvador |
| ------------------ | -------- | ----------- |
| Lee-Fat 45+3', 53' | Chi tiết |             |

| El Salvador | 0–7      | México                                                           |
| ----------- | -------- | ---------------------------------------------------------------- |
|             | Chi tiết | Garcia 15', 56' · Cruz 20' · Gonzalez 27', 54', 59' · Huerta 33' |

| Jamaica                         | 3–0      | Haiti |
| ------------------------------- | -------- | ----- |
| Lee-Fattt 9' · Johnson 53', 62' | Chi tiết |       |

| Haiti | 0–1      | El Salvador  |
| ----- | -------- | ------------ |
|       | Chi tiết | Alvayero 89' |

| Jamaica        | 1–1      | México    |
| -------------- | -------- | --------- |
| Davidson 45+1' | Chi tiết | Cuevas 9' |

### Bảng B
| VT | Đội                | ST | T | H | B | BT | BB | HS  | Đ | Giành quyền tham dự     |
| -- | ------------------ | -- | - | - | - | -- | -- | --- | - | ----------------------- |
| 1  | Hoa Kỳ             | 3  | 3 | 0 | 0 | 17 | 0  | +17 | 9 | vòng đấu loại trực tiếp |
| 2  | Canada             | 3  | 2 | 0 | 1 | 19 | 2  | +17 | 6 | vòng đấu loại trực tiếp |
| 3  | Guatemala          | 3  | 1 | 0 | 2 | 7  | 15 | −8  | 3 |                         |
| 4  | Trinidad và Tobago | 3  | 0 | 0 | 3 | 0  | 26 | −26 | 0 |                         |

| Canada                                                                             | 8–0      | Guatemala |
| ---------------------------------------------------------------------------------- | -------- | --------- |
| Métivier 9', 39' · Borgmann 25' · Fleming 55' · Levasseur 57', 87' · Gill 79', 85' | Chi tiết |           |

| Trinidad và Tobago | 0–8      | Hoa Kỳ                                                                                          |
| ------------------ | -------- | ----------------------------------------------------------------------------------------------- |
|                    | Chi tiết | Pugh 31', 80' · Rodriguez 37' · Canales 41' · Haley 51' · Kuhlmann 76' · Morse 81' · Jacobs 88' |

| Canada                                                                                            | 11–0     | Trinidad và Tobago |
| ------------------------------------------------------------------------------------------------- | -------- | ------------------ |
| Métivier 7', 21', 54' · Borgmann 14', 45', 59' · Fleming 36' · Levasseur 41', 42' · Gill 77', 80' | Chi tiết |                    |

| Hoa Kỳ                                                             | 7–0      | Guatemala |
| ------------------------------------------------------------------ | -------- | --------- |
| Redel 21', 32', 36', 49' · Bailey 85' · Carreiro 89' · Hedge 90+1' | Chi tiết |           |

| Guatemala                                                                            | 7–0      | Trinidad và Tobago |
| ------------------------------------------------------------------------------------ | -------- | ------------------ |
| Ventura 17', 74', 75' · Castellanos 25' · Barrios 56' · Solorzano 67' · Markwith 90' | Chi tiết |                    |

| Hoa Kỳ               | 2–0      | Canada |
| -------------------- | -------- | ------ |
| Redel 36' · Pugh 62' | Chi tiết |        |

## Vòng đấu loại trực tiếp
|  | Bán kết                  | Bán kết |                          |       | Chung kết | Chung kết |
|  |                          |         |                          |       |           |           |
|  | 7 tháng 11 – Montego Bay |         |                          |       |           |           |
|  |                          |         |                          |       |           |           |
|  | Hoa Kỳ                   | 1 (2)   |                          |       |           |           |
|  | Hoa Kỳ                   | 1 (2)   | 9 tháng 11 – Montego Bay |       |           |           |
|  | México                   | 1 (4)   |                          |       |           |           |
|  | México                   | 1 (4)   | México                   | 0 (4) |           |           |
|  | 7 tháng 11 – Montego Bay |         | México                   | 0 (4) |           |           |
|  |                          | Canada  | 0 (2)                    |       |           |           |
|  | Jamaica                  | Canada  | 0 (2)                    | 0     |           |           |
|  | Jamaica                  |         |                          | 0     |           |           |
|  | Canada                   | 5       |                          |       |           |           |
|  | Canada                   | 5       | Tranh hạng ba            |       |           |           |
|  |                          |         |                          |       |           |           |
|  | 9 tháng 11 – Montego Bay |         |                          |       |           |           |
|  |                          |         |                          |       |           |           |
|  | Hoa Kỳ                   | 8       |                          |       |           |           |
|  | Hoa Kỳ                   | 8       |                          |       |           |           |
|  | Jamaica                  | 0       |                          |       |           |           |

### Bán kết
| Hoa Kỳ                            | 1–1      | México                             |
| --------------------------------- | -------- | ---------------------------------- |
| Haley 27'                         | Chi tiết | Woodall 5'                         |
| Loạt sút luân lưu                 |          |                                    |
| Racioppi · McGrady · Pugh · Morse | 2–4      | Bernal · González · García · Tovar |

| Jamaica | 0–5      | Canada                                                                 |
| ------- | -------- | ---------------------------------------------------------------------- |
|         | Chi tiết | Métivier 4' · Borgmann 27' · Fleming 30' · Kinzner 48' · Levasseur 70' |

### Tranh hạng ba
| Hoa Kỳ                                                                  | 8–0      | Jamaica |
| ----------------------------------------------------------------------- | -------- | ------- |
| Otto 3' 40' · Haley 13' 53' · Canales 84' · Pugh 25' 26' · Kuhlmann 90' | Chi tiết |         |

### Chung kết
| México                                         | 0–0      | Canada                                      |
| ---------------------------------------------- | -------- | ------------------------------------------- |
|                                                | Chi tiết |                                             |
| Loạt sút luân lưu                              |          |                                             |
| Bernal · González · García · Villalobos · Cruz | 4–2      | Dhaliwal · Kinzer · Levasseur · Stratigakis |